# Jacques Bongars
Jacques Bongars (Bongarsius Jacobus; Orléans, 1554. - Párizs, 1612. június 29.) francia diplomata, utazó, kém, könyvgyűjtő.

## Élete
Már fiatalon filológiával kezd el foglalkozni. Bejárta a német tartományokat, Itáliát és Németalföldet, majd IV. Henrik navarrai, majd francia király megbízatásában 1585-ben Konstantinápolyba indul. Útja alatt alaposan bejárja Magyarország főként végvidékeit, de a későbbiekben sem feledkezik meg a magyar nép sorsának követéséről. 1593-tól hivatalosan is az uralkodó protestáns német hercegekhez küldött megbízottja volt.
Elsőként készítette el többek között a modernkori magyar történelem francia olvasatának adatbázisát. Említi Thuróczi krónikáját, használja Galeotto anekdotagyűjteményét, Filippo Buonaccorsi (Callimachus Experiens) olasz humanista Attiláról szóló művét és I. Ulászlóról írt történetét. A 16. századi török háborúk vonatkozásában Johannes Martinus Stella, Basilius Johannes Herold, Wolfgang Lazius, Petrus Bizarus, Samuel Budina írásait, illetve a Zsámboky János féle, 1581-es frankfurti Bonfini-kiadást (Mossóczy Zakariás nyitrai püspök régi magyar törvények tárával.
Útleírásából Szamota István közölt részleteket Hermann Hagen 19. századi német filológus francia szövegközlése nyomán. Útvonala a következő volt: Schwechat, Köpcsény, Petronell, Pozsony, Magyaróvár, Öttevény, Győr, Szőny, Komárom, Tata, Gúta, Érsekújvár, Nyitra, Nagytapolcsány, Vesztenic (Vistervitz), Privigye (Breivitz), Nedozser (Nedejar), Rudno, Tótpróna (Windisch-Broben, Slavits-Brawen), Szucsány, Turán (Tourian), Lucsivna, Poprád, Lőcse, Szepesváralja, Beharóc (Burselgrund), Kassa, Encs (Eitschen), Tokaj, Kálló, Szatmár, Nagybánya (Hungrisch-Neustatt), Kővár (Kővárvidéke, Kuyvar), majd Erdély.
Az általa szolgáltatott információk a 16. századi nyugati magyarságképnek egyik legerőteljesebb formálói voltak. Jelentéseinek, levelezésének, filológiai munkásságának nagy része még feldolgozásra vár, fontos források a 16. század végi hatalmi harcok vizsgálatához.

## Könyvtára
Ma a Berni Polgári Könyvtár és a Berni Egyetemi Könyvtár gyűjteményének része.

## Művei
- 1600 Rerum Hungaricarum scriptores varii. Historici, geopgraphici, Francofurti, Apud heredes Andreae Wecheli, Claudium Marnium, & Ioan. Aubrium.